# ميرتل الناحبة
ميرتل الناحبة هي أحد البنات التي تعيش ارواحهن في قلعة هوجوورتس وقد قتلت سنة 1943 عمرها 14 سنة
المولد ولدت في عائلة متوسطة المعيشة من عائلة سيفجان ميرتل سيفغان في مدينة اورجي شمال مدينة دبلن وهي أيرلندية الاصل وقتلت في ظروف غامضة
- ميرتل النائحة : إياك أن تعتقد بأنني لا أعرف ما يدعوني به الناس من وراء ظهري! ميرتل السمينة! ميرتل القبيحة! ميرتل المزرية النائحة!
- هرميون جرينجر من السيئ أن تحاول التبول مع نحيب ميرتل قربك

ميرتل النائحة شبح يكثر التردد على حمام البنات في الدور الثاني من قلعة هوجوورتس. ميرتل كانت طالبة في هوجوورتس في 1943م [قبل أربعة وثلاثين سنة من الأحداث] عندما قتلها الباسيلسك من حجرة الأسرار. كانت تختبئ في ذلك الحمام لأن أوليف هورنباي كان يغيظها. عندها سمعت شخصاً ما قادماً وسمعت ذلك الشخص يتكلم. أدركت أنه ولد لذا فتحت مرحاضها لتخبره بأن يخرج من حمام البنات، فقط لتجد نفسها وجهاً لوجه أمام الباسيلسك. قررت ميرتل أن تحوم حول أوليف هورنباي لتجعله يدفع ثمن إغاظته لها كثيراً. تبعته حتى اضطرت الوزارة لأن تتقدم وتوقفها. لذا عادت ميرتل إلى حمامها وناحت وبكت ورشت الماء في كل مكان عندما شعرت بأنها بائسة جداً.
ميرتل شبح قصير وسمين، شعرها خفيف، لها بثور، وترتدي نظارات سميكة. نادراً ما تبتسم، وتشعر بالإساءة من أقل كلمة، لتبكي أنهاراً من الدموع وتنوح. يستمتع بيفز بإغاظتها.
كان لميرتل ولع تام بهاري بوتر عندما أوشك على الموت في حجرة الأسرار، وأخبرته بأنه إذا مات فيمكنه أن يشاركها حمامها (حجرة الأسرار 17). وخلال بطولة السحرة الثلاثية ساعدته ميرتل ليفهم لغز البيضة (بينما اعترفت بأنها تذهب إلى حمام الطلبة المثاليين أحياناً لتتجسس على الطلاب المستحمين) (كأس النار 30). ومؤخراً أصبحت تقابل دراكو أيضاً – في حمام الأولاد. وبالرغم من أنها موضع ثقة غريب إلى حد ما، إلا أن دراكو يشتكي لها من أنه وحيد وأن الآخرين يستأسدون عليه.

## الصفات
- الشعر بني
- العينين بنيتين
- العمر 14
- ميرتل في الأفلامِ: تقوم بدور ميرتل الممثلة شيرلي هندرسن.